# Кармалита, Светлана Олеговна
Светлана Олеговна Кармалита (род. 11 декабря 1985), в девичестве Гоголева — российская легкоатлетка, специалистка по барьерному бегу и спринту. Выступала на профессиональном уровне в 2004—2015 годах, чемпионка России в помещении, многократная призёрка первенств всероссийского и международного значения, действующая рекордсменка России в беге на 400 метров с барьерами в помещении. Представляла Санкт-Петербург. Мастер спорта России.

## Биография
Светлана Гоголева родилась 11 декабря 1985 года. Занималась лёгкой атлетикой в Санкт-Петербурге, проходила подготовку под руководством тренеров В. И. Назарова и В. А. Беланицкого.
Впервые заявила о себе на всероссийском уровне в сезоне 2004 года, когда выиграла серебряные медали на чемпионате России среди военнослужащих в помещении в Москве и на чемпионате Санкт-Петербурга — в беге на 200 метров и в беге на 400 метров с барьерами соответственно.
В 2005 году в 400-метровом барьерном беге стала седьмой на молодёжном всероссийском первенстве в Туле, шестой на Мемориале Владимира Куца в Москве, выступила на взрослом чемпионате России в Туле.
В 2006 году в той же дисциплине стартовала на всероссийских соревнованиях в Сочи, показала на финише шестой результат.
В 2007 году выиграла бронзовые медали на чемпионате России среди молодёжи в Туле и на чемпионате России среди военнослужащих в Самаре. Попав в состав российской сборной, выступила на молодёжном европейском первенстве в Дебрецене — на предварительном квалификационном этапе показала время 59,08, чего оказалось недостаточно для выхода в финал.
В 2008 году превзошла всех соперниц на чемпионате Санкт-Петербурга, стартовала на чемпионате России в Казани, получила серебро на Карельских играх в Лаппеэнранте.
В 2009 году финишировала седьмой на чемпионате России в Чебоксарах, выиграла бронзовую медаль в эстафете 4 × 400 метров. Финишировала пятой на Атлетических играх в Копенгагене.
В 2010 году завоевала серебряную награду в эстафете 4 × 200 метров на зимнем чемпионате России в Москве. На летнем чемпионате России в Саранске стала шестой в беге на 400 метров с барьерами и восьмой в эстафете 4 × 400 метров. На эстафетном чемпионате России в Сочи взяла бронзу в смешанной эстафете 800 + 400 + 200 + 100 метров.
На чемпионате России 2011 года в Чебоксарах была седьмой в беге на 400 метров с барьерами и четвёртой в эстафете 4 × 400 метров. Среди прочего — выиграла серебряную медаль на Атлетических играх в Копенгагене, победила на международном турнире в Лаппеэнранте.
В 2012 году одержала победу в эстафете 4 × 200 метров на зимнем чемпионате России в Москве. На летнем чемпионате России в Чебоксарах показала четвёртый результат в барьерном беге на 400 метров и в эстафете 4 × 400 метров. На соревнованиях во французском Валь-де-Рей установила ныне действующий рекорд России в беге на 400 метров с барьерами в помещении — 58,57 (рекорды в данной дисциплине не регистрируются Всероссийской федерацией лёгкой атлетики).
На чемпионате России 2013 года в Москве стала четвёртой в 400-метровом барьерном беге, тогда как в эстафете 4 × 400 метров их команда не финишировала.
В 2014 году была второй на Мемориале братьев Знаменских в Жуковском, принимала участие в чемпионате России в Казани.
В 2015 году в беге на 400 метров взяла бронзу на Кубке России в Ерино, заняла шестое место на чемпионате России в Чебоксарах. По окончании сезона завершила спортивную карьеру.